# Палиевка (Шосткински район)
Палиивка (на украински: Паліївка; на руски: Палиевка) е село в e село в Шосткински район на Сумска област в Украйна.
Според Преброяването на населението в Украйна през 2001 г., населението наброява 606 души.
Идентификационният код на селото според въведеният през 2020 г. Кодификатор на административно-териториалните единици и територии на териториалните общини (КАТОТТГ) е: UA59100190180054003.
Oрганът на местно самоуправление е Ямпилска селищна община с център град Ямпил (Сумска област). До 19 юли 2020 г. органът на местното самоуправление е бил Палиивкият селски съвет, чийто административен център е билo селото.
До 19 юли 2020 г. селото е влизало в Ямпилски район, а след като той е леквидиран, селото става част от Шостки район с център град Шостка.
Селото не трябва да се бърка с другите села със същото име в Кировоградска област, Луганска област и Одеска област.

## География
Село Палиивка се намира на левия бряг на река Усок в центъра на Шосткински район в Сумска област, а нагоре по течението на реката на разстояние 1,5 km се намира село Усок. На реката има голям язовир. Със селото граничи голям горски масив (бор, дъб). Наблизо минава авомобилен път Т 1912.
Разстоянието до районния център – град Шостка – е 8 km, до ж. п. гара Янпил – 10 км, до град Ямпил – 14 km.
Природните ресурси на района включват гори и торф, който се използва като добавка към органичните торове.

## История
Основаването на село Палиивка датира от края на XVI век. Земите му са принадлежали на Харалампийския манастир в село Гамалиивка (на украински: Гамаліївка) в Шосткински район.
Близостта на реката, богатите пасища, големите горски и водни ресурси на територията на днешното село Палиивка привлекли вниманието на „бегълци“ от Южна Украйна. Първите заселници на Палиивка били: Буюн и Ковтун, които се заселили в два различни края на бъдещото село и не знаели за съществуването един на друг. След няколко години съвместен живот Буюн и Ковтун най-накрая се срещнали на панаира в Глухов и разбрали, че живеят почти един до друг и само гъстата гора ги разделя. Затова решили да изсекат дърветата и да оженят децата си. По-късно идват и други заселници. В даден момент домакинствата на Буюн, Ковтун и Кулиш и Ткаченко се обединяват и образуват село. Жителите на околните села не били приятелски настроени към новите заселници. Още в първите години от основаването си селото било многократно опожарявано. Оттук идва и името му – Палиивка (подпалвам).
По-късно по тия земи имало вятърна мелница – собственост на воронежкия казашки благородник, временно изпълняващ длъжността хетман – Григорий Дорошенко. След това, през около 1690 г. тия земи и мелницата са купени от благородника и полковник на Стародубския полк (териториално-административна, съдебна и военна единица на Казашкото хетманство, а след неговото анектиране – на Руската империя) – благородника Михаил Андреевич Миклашевски (ок. 1640 г. – 19 март 1706 г.). Той основава тук ново село – днешното село Палиевка, което става феодално владение на благородническия род Миклашевски. През 1710 г. обаче селото им е отнето от хетман Иван Скоропадски, който го взема за жена си, а в замяна им дава друго село – село Бели Колодез, около Новозибков.
През 1884 г. в Палиевка вече има 964 жители. Първото споменаване на училище датира от 1861 г., а през 1885 г. в селото вече има трикласно училище с 30 ученици. През 1896 г. жителите на селото построяват водна мелница и църква, която просъществува до 1975 г.
В началото на ХХ век от 410 домакинства само 12 имат парцели от по 15 до 20 десятини (приблизително ок. 16 до 22 хектара).
По време на Първата световна война (1914-1918 г.) почти 100 души от селото са призовани в армията и половината от тях не се завръщат.
След пристигането на Червената армия и началото на колективизацията в Украинската съветска социалистическа република много селяни сa „разкулачени“, т. е. отнето им е имуществото или са изселени или изпратени в затвор, но някои успяват да се измъкнат, като откупуват къщите си от властите след национализацията.
По време на процеса на колективизация през 1933 г. тук е създаден колхозът „Будьонивец“, чийто първи председател е местният жител Омелян Петрович Ковтун. По същото време, през 1935 г., е построена нова училищна сграда с обучение до седми клас.
През 1941 г., след избухването на Втората световна война, много жители на селото са мобилизирани. От 1941 г. до 1943 г. в Палиивка са разположени германски нацистки войски и „маджари“ (румънски войници, които се сражават на страната на Германия). Като цяло по време на нацистката окупация на територията на Палиивка не се водят сражения, окупационните власти са лоялни към местното население, дори им позволяват да открият нова църква. 
През 1943 г. партизаните освобождават Палиивка от нацистката окупация, въпреки че германците после се завръщат за много кратко време отново. След това съветските власти напълно отнемат цялото пълнолетно мъжко население, обвинявайки ги в предателство. Съветските власти дори искали да ги разстрелят на местното гробище, но поради ожесточените боеве по това време те били изпратени на фронтовата линия в Беларус.
На 2 септември 1943 г. 6-та гвардейска стрелкова дивизия освобождава селото от германските нашественици.
По време на Втората световна война на фронтовете загиват 256 жители на селото. Сред тях е и Яков Павлович Головач, родом от селото, който служи по него време като старши лейтенант в Работническо-селската червена армия и посмъртно е удостоен със званието Герой на Съветския съюз заради проявена храброст. Местното училище и улицата, където е роден и израснал, носят неговото име. Къщата, в която е роден Яков Головач, е получила статут на местен военноисторически паметник. В центъра на селото се намира паметник на войниците, загинали по време на Втората световна война.
В момента в селото има фелдшерски пункт, библиотека и магазини.

## Днешно време
През 2002 г. земите на колхоза „Будьонивец“ са върнати на собствениците им, след което земеделското предприятие престава да съществува. В момента на територията на селото няма земеделско стопанство. 66 души обработват и ползват поземления си дял. Собствениците развиват битово спомагателно стопанство, отглеждат земеделски култури и домашни животни.
От 2002 г. в селото работи фелдшерско-акушерски пункт (Спешна помощ), пощенска станция, библиотечен клон на Ямпилската библиотека, клуб и един магазин за хранителни стоки. На територията на селището работят двама предприемачи.
Училището е разформировано през 2009 г.
В момента (2019 г.) в селото работи един предприемач. Има два магазина, клуб, библиотека и Спешна помощ.
Създаден е фолклорен любителски кръжок „Палиивчанка“, който участва в районни, областни и всеукраински конкурси по фолклорно пеене. През 2019 г. колективът защитава званието „Народен колектив“.